# Dresdner Sportclub 1898 2014-2015 (pallavolo femminile)
Questa voce raccoglie le informazioni riguardanti il Dresdner Sportclub 1898 nelle competizioni ufficiali della stagione 2014-2015.

## Organigramma societario
Area direttiva
- Presidente: Sandra Zimmermann
- Supervisore generale: Daniela Dittrich

Area organizzativa
- Team manager: Sven Rosenbaum

Area tecnica
- Allenatore: Alexander Waibl
- Allenatore in seconda: Michal Mašek
- Assistente allenatore: Till Müller, Ulrich Rath, Katharina Schwabe
- Scout man: Till Müller

Area marketing
- Responsabile marketing: Beatrice Dömeland
- Biglietteria: Sven Rosenbaum, Steve Schunk

Area sanitaria
- Medico: Attila Höhne, Tino Lorenz
- Fisioterapista: Christoph Hartmann, Raphael Meinel

## Rosa
| N° | Nome                 | Ruolo | Data di nascita   | Nazionalità sportiva |
| -- | -------------------- | ----- | ----------------- | -------------------- |
| 1  | Molly Kreklow        | P     | 17 febbraio 1992  | Stati Uniti          |
| 2  | Maria Kirsten        | P     | 8 maggio 1996     | Germania             |
| 2  | Michelle Petter      | L     | 4 febbraio 1997   | Germania             |
| 2  | Constance Plath      | C     | 16 aprile 1996    | Germania             |
| 2  | Luise Wolf           | S     | 14 novembre 1997  | Germania             |
| 3  | Kryscina Michajlenka | O     | 26 marzo 1992     | Bielorussia          |
| 6  | Jaroslava Pencová    | C     | 24 giugno 1990    | Slovacchia           |
| 7  | Laura Dijkema        | P     | 18 febbraio 1990  | Paesi Bassi          |
| 8  | Louisa Lippmann      | S/O   | 23 settembre 1994 | Germania             |
| 9  | Myrthe Schoot        | L     | 29 agosto 1988    | Paesi Bassi          |
| 10 | Cursty Jackson       | C     | 11 settembre 1990 | Stati Uniti          |
| 11 | Chloe Ferrari        | C     | 21 luglio 1992    | Stati Uniti          |
| 12 | Juliane Langgemach   | C     | 6 novembre 1994   | Germania             |
| 13 | Lisa Izquierdo       | S     | 29 agosto 1994    | Germania             |
| 14 | Lisa Stock           | L     | 6 giugno 1994     | Germania             |
| 15 | Michelle Bartsch     | S     | 12 febbraio 1990  | Stati Uniti          |
| 16 | Katharina Schwabe    | S     | 29 aprile 1993    | Germania             |
| 17 | Steffi Kuhn          | S     | 12 maggio 1996    | Germania             |
| 18 | Shanice Marcelle     | S     | 28 maggio 1990    | Canada               |